# Alžběta Přemyslovna
Alžběta (před 1305–1347) byla nemanželskou dcerou posledního přemyslovského krále Václava III. a neznámé matky.
9. ledna 1332 získala tato Alžběta papežský dispenz, aby mohla přestoupit z cisterciáckého kláštera v Pohledu do benediktinského kláštera u sv. Jiří v Praze. Vzhledem k datu listiny a přibližnému věku, v jakém tehdy Alžběta musela být, je tedy pravděpodobnější, že byla dcerou Václava III., ne Václava II. Z této listiny také víme, že v době Alžbětina narození byl Václav III. ještě svobodný, což znamená, že se musela narodit před Václavovým sňatkem s Violou Těšínskou. Levobočná dcera dostala jméno po své tetě, po otcově sestře Elišce Přemyslovně, aby se zdůraznila sounáležitost Alžběty s královským dvorem.
Dispenz, jak bylo uvedeno, se týkal přestupu z kláštera v Pohledu. Nejspíš právě tam byla Alžběta vychovávaná a zůstala zde i v dospělosti. Jako důvod žádosti o přestup byla uvedena debilitas corporis – nejspíše nějaká obecná fyzická slabost či onemocnění. Alžběta si přála přestoupit k benediktinkám u sv. Jiří, protože tento řád byl méně přísný. Ačkoliv jí bylo formálně umožněno přijmout v klášteře jakoukoliv hodnost či úřad, muselo být jasné, že u sv. Jiří se abatyší nestane. Fyzická slabost něco takového předem vylučovala.
V roce 1340 olomoucký biskup Jan Volek (nemanželský syn Václava II., který u papežského stolce vyřizoval výše zmíněnou dispenz) založil první ženský benediktinský klášter na Moravě v Pustiměři. Pustiměřská fundace byla založena k uctění Volkovy nevlastní sestry Elišky Přemyslovny, s níž ho až do Eliščiny smrti v roce 1330 pojil vřelý sourozenecký vztah. Spolufundátorem byl markrabě Karel. Právě Alžběta se v klášteře zasvěceném ke spáse tetiny duše stala první abatyší, ve věku zhruba 35 let.
Alžběta zemřela před začátkem června roku 1347. Byla to poslední Přemyslovna z hlavní panovnické linie (až do 16. století ještě trvala vedlejší, opavská větev rodu).